# Atletica leggera ai Giochi della XXII Olimpiade - 400 metri ostacoli

Video della Finale

I 400 metri ostacoli hanno fatto parte del programma maschile di atletica leggera ai Giochi della XXII Olimpiade. La competizione si è svolta nei giorni 24-26 luglio 1980 allo Stadio Lenin di Mosca.

## Assenti a causa del boicottaggio
| Competizione                  | Atleta         | Prestazione           |
| ----------------------------- | -------------- | --------------------- |
| Olimpiadi 1976                | Edwin Moses    | 47”64                 |
| Commonwealth 1978             | Daniel Kimaiyo | 49”48                 |
| Europei 1978                  | Harald Schmid  | 48”51                 |
| Panamericani 1979             | James Walker   | 49”66                 |
| Coppa del mondo 1979          | Edwin Moses    | 47”53                 |
| Primatista mondiale           | Edwin Moses    | 47"13 (3 luglio 1980) |
| Secondo atleta della stagione | David Lee      | 48"87 (7 giugno 1980) |
| Terzo atleta della stagione   | Harald Schmid  | 49"02 (3 luglio 1980) |

## Risultati

### Turni eliminatori
| 3 Batterie   | 24 luglio | 23 partenti   | Si qualificano i primi 4 + i 4 migliori tempi. |
| 2 Semifinali | 25 luglio | 8 + 8         | Si qualificano i primi 3 + i 2 migliori tempi. |
| Finale       | 26 luglio | 8 concorrenti |                                                |

### Finale
Stadio Lenin, sabato 26 luglio.
| Pos | Paese            | Atleta            | Tempo |
| --- | ---------------- | ----------------- | ----- |
|     | Germania Est     | Volker Beck       | 48”70 |
|     | Unione Sovietica | Vasilj Archipenko | 48”86 |
|     | Regno Unito      | Gary Oakes        | 49”11 |